# Joseph Marie Pigeon
Joseph Marie Pigeon né le 25 octobre 1758 à Saint-Cyprien (Dordogne) et mort le 3 octobre 1833 à Mouzens (Dordogne), est un avocat et homme politique français actif de la Révolution française au premier Empire.

## Biographie
Fils d'un maître-chirurgien et petit-fils de médecin, il devient avocat à Périgueux puis juge au tribunal civil de la ville. Il est élu député de la Dordogne au Conseil des Cinq-Cents le 26 germinal an VII. 
Rallié au coup d'État du 18 Brumaire, il siège au Corps législatif jusqu'en 1805.
D'avril à mai 1815, il est nommé sous-préfet de Bergerac à titre transitoire